# Carlos Roberto Fernández
Carlos Roberto Fernández Martínez (Triunfo de la Cruz, Honduras; 17 de febrero de 1992) es un futbolista hondureño. Juega de extremo derecho en el Olancho F. C. de la Liga Nacional de Honduras.

## Clubes
| Club                      | País      | Año         |
| ------------------------- | --------- | ----------- |
| Atlético Esperanzano      | Honduras  | 2011        |
| Deportivo La Gomera       | Guatemala | 2012        |
| Deportivo Quiriguá        | Guatemala | 2013        |
| Deportivo Zacapa          | Guatemala | 2013        |
| Santa Lucía Cotzumalguapa | Guatemala | 2014 - 2016 |
| Deportivo Siquinalá       | Guatemala | 2016        |
| Santa Lucía Cotzumalguapa | Guatemala | 2017        |
| Cerro Largo               | Uruguay   | 2018 - 2020 |
| Fénix                     | Uruguay   | 2020        |
| Motagua                   | Honduras  | 2021 - 2022 |
| Venados                   | México    | 2022        |
| Vida                      | Honduras  | 2022        |
| Guastatoya                | Guatemala | 2023        |
| Olancho                   | Honduras  | 2023 - 2024 |
| Génesis                   | Honduras  | 2024 - Act. |

## Palmarés

### Torneos nacionales
| Competición                 | Club        | País    | Año  |
| --------------------------- | ----------- | ------- | ---- |
| Segunda División de Uruguay | Cerro Largo | Uruguay | 2018 |